# Wilfried Cretskens
Wilfried Cretskens (født 10. juli 1976) er en tidligere belgisk professionel cykelrytter.